# Ilse Scharge-Nebel
Ilse Scharge-Nebel (* 29. September 1904 in Löbau; † 21. August 1988 in Gardelegen) war eine deutsche Glasgestalterin.

## Leben und Werk
Ilse Nebel studierte an der Dresdener Kunstgewerbeakademie. Nach Arbeiten als Glasgraveurin in Stein-Schönau hatte sie ab 1928 in Bautzen eine Werkstatt für Glasgravur und Porzellanmalerei. Nach der Heirat mit dem Goldschmied Otto Scharge betrieb sie ab 1930 als freischaffende Glasgestalterin mit ihm eine große Werkstatt in Halle. „Durch die von ihr genutzte Technik des Diamantstippens und -ritzens erwachen Tiere und Pflanzen mittels feinster Punkte und Linien auf durchsichtigem Untergrund zum Leben.“ Damit erfuhr sie schon in den 1930er Jahren öffentliche Aufmerksamkeit und Anerkennung. So schrieben Velhagen & Klasings Monatshefte 1937: „Die Arbeiten von Ilse Scharge – Nebel in Halle zeichnen sich durch Leben und Phantasie aus, und schon die Abbildungen lassen erkennen, wie erregend sich das Licht in den Gravuren brechen wird.“. Im selben Jahr brachte die Zeitschrift des BDM einen Bildbericht „Vom ‚Stippen‘ und ‚Reißen‘ einer alten Glaskunst“ und druckte auf dem Deckblatt u. a. ein Foto: „Die Glaskünstlerin Ilse Scharge-Nebel am Kupferrad“.
Ilse Scharge-Nebel fertigte auch Entwürfe für namhafte Glasmanufakturen, u. a. für die Karlsbader Kristallglasfabriken, die Theresienthaler Krystallglasfabrik, Ludwig Moser & Söhne in Karlsbad und die Oberlausitzer Glaswerke in Weißwasser. Sie erhielt eine Anzahl von Preisen, u. a. Gold- und Silbermedaillen auf den Triennalen 1936 und 1940 in Mailand und 1937 auf der Weltausstellung in Paris.
In der DDR war Ilse Scharge-Nebel neben Ilse Decho und Irmgard Kotte-Weidauer die wichtigste Glaskünstlerin.
Werke von Ilse Scharge-Nebel befinden sich u. a. im Grassi-Museum Leipzig, im Kunstmuseum Moritzburg Halle/Saale, im Kunstgewerbemuseum Berlin, im Kunstgewerbemuseum Dresden, im Hamburger Museum für Kunst und Gewerbe, im Schlossmuseums Arnstadt/Thüringen, in der Kunstsammlung der Veste Coburg und im Museum Kunstpalast Düsseldorf.

## Werke (Auswahl)
- Schale „Fische“ (Kristallglas; Diamant gestippt, 1936; im Bestand des Kunstmuseum Moritzburg Halle/Saale)[5]
- Fußschale (Kristallglas; Diamant gestippt und geritzt; Form 1931/1932, Dekor 1940; im Bestand des Kunstmuseum Moritzburg Halle/Saale)[6]
- Taufbecher (Kristallglas, gestippt, 1954; im Bestand des Grassi-Museums)[7]
- Vase (rot-violettes Glas, geformt, 1967; im Bestand des Kunstgewerbemuseums Dresden)[8]
- Vase (1972; ausgestellt 1972/1973 auf der VII. Deutschen Kunstausstellung)[9]
- Leuchter (Bleikristallglas, farblos, Mattschnitt & Klarschnitt, 1972; im Bestand des Kunstgewerbemuseums Dresden)[10]
- Vase (Glas, farblos, diamantgestippt; im Bestand des Kunstgewerbemuseums Dresden)[11]

## Ausstellungen (Auswahl)

### Einzelausstellungen (Auswahl)
- 1963: Leipzig, Grassimuseum (mit Otto Scharge und Günther Laufer)
- 1964/1965: Eisenach, Thüringer Museum (mit Otto Scharge und Günter Laufer)
- 1969/1970: Schmalkalden, Schlossmuseum (mit Otto Scharge)
- 1984: Erfurt, Galerie am Fischmarkt
- 1994: Halle, Staatliche Galerie Moritzburg (mit Otto Scharge)

### Ausstellungsbeteiligungen (Auswahl)
- 1938: München, Haus der Deutschen Kunst (Deutsche Architektur- und Kunsthandwerkausstellung)
- 1948: Halle/Saale (Große Kunstausstellung Sachsen-Anhalt)
- 1965: Leipzig, Grassimuseum („Kunsthandwerk im Grassimuseum“)
- 1967: Leipzig, Grassimuseum („Kunsthandwerk im Grassimuseum“)
- 1958/1959, 1967/1968 und 1972/1973: Dresden (Deutsche Kunstausstellungen bzw. Kunstausstellung der DDR)
- 1989: Berlin, Kunstgewerbemuseum („Kunsthandwerk der Gegenwart. Zeitgenössische Arbeiten aus der DDR in der Sammlung des Berliner Kunstgewerbemuseums“)